# Ron McLarty
Ron McLarty, született Ronald William McLarty (East Providence, Rhode Island, 1947. április 14. – New York, 2020. február 8.) amerikai színész, író.

## Filmjei
Mozifilmek
- Testvérszövetség (Bloodbrothers) (1978)
- Enormous Changes at the Last Minute (1983)
- Egy nap a mozi (Two Bits) (1995)
- A jövő hírnöke (The Postman) (1997)
- Honnan tudod? (How Do You Know) (2010)
- St. Vincent (2014)

Tv-filmek
- Johnny, We Hardly Knew Ye (1977)
- Tiger Town (1983)
- The Father Clements Story (1987)
- A Little Piece of Heaven (1991)
- Donald Trump: az ingatlanmogul és médiakirály (Trump Unauthorized) (2005)
- Into the Fire (2005)

Tv-sorozatok
- Spenser: For Hire (1985–1988, 65 epizódban)
- Cop Rock (1990, 11 epizódban)
- Esküdt ellenségek (Law & Order) (1991–2008, hat epizódban)
- Champs (1996, 12 epizódban)
- Szex és New York (Sex and the City) (2000, egy epizódban)
- Bátor, a gyáva kutya (Courage the Cowardly Dog) (2000–2002, 39 epizódban)
- A célszemély (Person of Interest) (2013, egy epizódban)

## Regényei
- The Memory of Running New York: Viking Press, 2004
- Traveler New York: Viking Press, 2007
- Art in America. New York: Viking Press, 2008
- The Dropper. New York: Random House, Books on Tape, 2009 (hangoskönyv)